# Karl Otto von Manteuffel
Pour les autres membres de la famille, voir Famille von Manteuffel.
Karl Otto baron von Manteuffel (né le 9 juillet 1806 à Lübben (Spreewald) et mort le 28 février 1879 à Berlin) est un fonctionnaire prussien et parlementaire. De 1854-1858, il est ministre prussien de l'Agriculture.

## Biographie
Karl Otto von Manteuffel est le fils de Friedrich Otto Gottlob baron von Manteuffel (né le 6 avril 1777 et mort le 20 janvier 1812 à Lübben) et de son épouse Auguste née von Thermo (née le 4 décembre 1782 à Zieckau, arrondissement de Luckau (de) et morte le 2 mars 1810 à Lübben), né. Son père est président du gouvernement en chef et directeur consistorial du margraviat de Basse-Lusace. Karl Otto est le frère cadet de 17 mois du ministre-président prussien Otto Theodor von Manteuffel. À partir de 1819, il étudie au lycée de Schulpforta. Il étudie ensuite le droit à l'Université Frédéric de Halle de 1825 à 1828. À partir de 1825, il est membre du Corps Saxonia Halle. Il continue ses études à l'Université Frédéric-Guillaume de Berlin.
Il commence ensuite le service préparatoire habituel pour le service judiciaire prussien et passe ensuite au service administratif. En 1828, il est auscultateur au tribunal municipal, plus tard greffier junior à Berlin, assesseur à la Commission générale de Soldin et assesseur du gouvernement à Francfort-sur-l'Oder. À partir de 1841, il est administrateur de l'arrondissement de Luckau et occupe ce poste jusqu'en 1849. En 1847, il est député du parlement uni. Il est également député de la première chambre du parlement de l'État prussien en 1849/1850. Il est également député du Parlement de l'Union d'Erfurt en 1850.
En 1850, Manteuffel est vice-président du district de Königsberg. Un an plus tard, il est nommé président du district de Francfort. La même année, il devient sous-secrétaire d'État au ministère prussien de l'Intérieur. À partir de 1852, Manteuffel est membre du Conseil d'État prussien. Frédéric-Guillaume IV veut le nommer sous-secrétaire d'État au ministère prussien de l'Agriculture, des Domaines et des Forêts, ce qui échoue d'abord en raison de la résistance du ministère d'État prussien (de). Le 16 octobre 1854, il est contresigné par le roi comme ministre « de l'administration des Ministerii pour les affaires agricoles » et donc « avec pleine responsabilité » , mais sans le nommer ministre de ce ministère.
Début octobre 1854, le ministère d'État est d'avis qu'il « recevrait un siège et une voix au ministère d'État en raison des fonctions qui lui avaient été confiées », mais le roi Frédéric-Guillaume IV a des réserves quant à lui accorder « cette position au ministère d'État, et seulement pour la raison qu'il pourrait être offensant si deux frères appartenaient au ministère d'État en tant que membres. Je suis donc entièrement d'accord pour que le baron von Manteuffel soit autorisé à assister aux délibérations du ministère d'État; en attendant, il n'aura droit de vote que dans les affaires de son département. ». En 1856, il reçoit le titre de véritable conseiller privé. Il reçoit également l'ordre de l'Aigle rouge de 4e classe en 1850, puis plus tard 2e classe avec étoile et feuilles de chêne.
Bien qu'il soit considéré comme le chef conservateur du ministère de l'Agriculture, au début de 1857, il plaide auprès du ministre de l'Éducation, Karl Otto von Raumer, pour que « de nombreux jeunes agriculteurs » aient accès aux « cours à l'université locale ».
Le 6 novembre 1858, la soi-disant Nouvelle ère commence lorsque le prince Guillaume nomme huit nouveaux ministres avec le contreseing du ministre-président, le prince de Hohenzollern-Sigmaringen. Le même jour, Karl von Manteuffel est informé qu'il reçoit la croix de Grand-comte de l'Ordre de la Maison des Hohenzollern" et qu'Erdmann von Pückler (de) va être nommé chef du ministère de l'Agriculture "et nommé ministre d'État ".
Après avoir travaillé au ministère de l'Agriculture, il vit comme propriétaire terrien à Drahnsdorf. Il est député du parlement provincial de Brandebourg. Entre 1852 et 1858, puis de 1873 à 1879, il est député de la chambre des représentants de Prusse. À partir de 1865, il est président du parlement communal de Basse-Lusace. Karl Otto von Manteuffel est membre de la Société des sciences de Haute-Lusace (de) depuis 1871. Il est resté célibataire.